# アラバマに星落ちて
「アラバマに星落ちて」（アラバマにほしおちて）、ないし、「星降るアラバマ」（ほしふるアラバマ）、「スターズ・フェル・オン・アラバマ」（Stars Fell on Alabama）は、1934年にフランク・パーキンス (Frank Perkins) が作曲し、ミッチェル・パリッシュが作詞した、ジャズのスタンダード曲。

## 歴史
この曲の最初期の録音のひとつは、ガイ・ロンバード (Guy Lombardo) 楽団が、ガイの弟カーメン・ロンバード (Carmen Lombardo) をボーカルにして吹き込んだものであった。このバージョンは、1934年8月27日に録音され、デッカ・レコードからカタログ番号 (catalog number) 104 として発売された。
この曲は、その後、100組以上のアーティストたちによって演奏された。その中には、アル・ボウリー (Al Bowlly)、リー・ワイリー (Lee Wiley)、エラ・フィッツジェラルドとルイ・アームストロング、キャノンボール・アダレイとジョン・コルトレーン、ジャック・ティーガーデン、ジミー・バフェット、ビリー・ホリデイ、アニタ・オデイ、ディーン・マーティン、ケイ・スター (Kay Starr)、フランク・シナトラ、ドリス・デイ、フランキー・レイン、アート・テイタム、エロル・ガーナー、ドン・ロンド (Don Rondo)、ケイト・スミス、メル・トーメ、レニー・オルステッド (Renee Olstead)、リッキー・ネルソン、スタン・ゲッツ、ベン・ウェブスター、ヴェラ・リン、タラ・ネヴィンズ  (Tara Nevins)、ザラドクリフ・ピッチズ (the Radcliffe Pitches)、ラルフ・マーテリー (Ralph Marterie) や、アルバム『New York Jazz』にこの曲を収めたソニー・スティットなどがいる。
この曲の題名は、1934年にカール・カーマー (Carl Carmer) が出版した本の書名から借用されたものであるようだ。この書名は、1833年11月の「星の降る夜 (the night the stars fell)」にアラバマ州で観察された壮大なしし座流星群の現象に言及したものである。アラバマ州フローレンスの地元紙『Gazette』は、「何千もの光る物体が、大空を横切ってあらゆる方向に飛んでいた。風はほとんどなく、雲の影も見えず、流星は次々と続けざまに現れた。」と報じた。

## 後代の用法
アラバマ州ジャクソンビルにあるジャクソンビル州立大学 (Jacksonville State University) のマーチングバンドである マーチング・サザナーズ (Marching Southerners) は、かつて指揮者であったジョン・T・フィンリー (John T. Finley) による編曲で、この曲をアメリカンフットボールのすべてのホームゲームやエキシビションで演奏している。この曲は、サザナーズにとっても、また大学にとっても、非公式のアンセムとなっている。

2002年1月、「Stars Fell on Alabama」の語句が、新たにアラバマ州の自動車ナンバープレート (Alabama's license plates) 書き加えられ、それまで伝統的に書き込まれていた「Heart of Dixie」というスローガンは文字が小さくなった。このデザインは2009年はじめに変更され、メキシコ湾岸の海岸部の風景を描いたデザインに、「Sweet Home Alabama」の文字が配されるようになった。
この曲は、トビアス・ウルフ (Tobias Wolff) の短編小説「Powder」に登場する。作中、父と息子が、雪に覆われた景色の中を車を走らせる場面で、父がこの曲をハミングするが、これは歌詞にある「a field of white」を示唆するものである。小説家パーシヴァル・エヴェレット (Percival Everett) も、小説『I Am Not Sidney Poitier』の第5章で、この曲に2回言及している。